# Лауверсмер (национальный парк)
Национальный парк Лауверсмер (нидерл. Nationaal Park Lauwersmeer) — национальный парк Нидерландов, расположенный на территориях провинций Фрисландия и Гронинген. Он включает в себя южную и восточную части водохранилища Лауверсмер (бывшего залива Лауверсзе). Парк является частью заповедной зоны нидерландского Ваттового моря и был внесён в список Всемирного наследия ЮНЕСКО за его богатое биоразнообразие и обширную, относительно нетронутую приливную экосистему.

## География
Река Лауэрс, текущая на севере Нидерландов, служит частью восточно-западной границы между провинциями Фрисландия и Гронинген. Она течёт с юга на север и впадает в Ваттовое море. Лауверсмер — это её устье, которое соединяется с морем через шлюз в Лауверсоге. Национальный парк Лауверсмер включает в себя большую часть этого устья и располагается на территориях муниципалитетов Северо-Восточная Фрисландия и Де-Марне.

## История
25 мая 1969 года залив Лауверсзе был перекрыт и отделён от Ваттового моря, с того времени он является водохранилищем и носит название Лауверсмер.
Лауверсмер постепенно превратился в пресноводное озеро, сформировались новые флора и фауна. Для защиты этой новообразованной экосистемы и был образован национальный парк Лауверсмер, о чём было объявлено 12 ноября 2003 года.

## Фауна и флора
Среди растений, представленных на территории парка, особо распространены дактилориза пурпурная и белозор.
Среди птиц, обитающих в этом районе, можно выделить колпиц, луговых луней, усатых синиц и варакушек. На зимовку в этот район мигрируют сотни тысяч птиц, таких как свиязь, американский лебедь и белощёкая казарка.